# Jules Bastien-Lepage

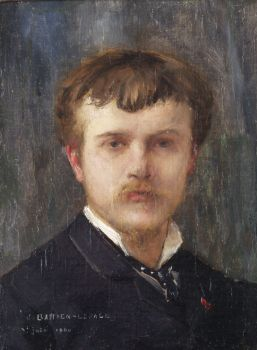
Selbstbildnis des Malers von 1880

Jules Bastien-Lepage (* 1. November 1848 in Damvillers, Département Meuse, Lothringen; † 10. Dezember 1884 in Paris) war ein französischer Maler. Sein Werk ist dem Naturalismus zuzuordnen.

## Leben
Als Sohn eines Großbauern aus Lothringen studierte Bastien-Lepage seit 1868 bei Alexandre Cabanel an der École des Beaux-Arts in Paris. Nach einer schweren Kriegsverletzung aus dem Deutsch-Französischen Krieg im Jahr 1870 kehrte er zunächst wieder in sein Heimatdorf zurück. 1875 und 1876 nahm er, allerdings erfolglos, am Wettbewerb um den Prix de Rome in Paris teil. In den Jahren 1879 bis 1882 unternahm er zunächst eine Reise durch England. Bereits schwer an Krebs erkrankt, reiste er im Jahr seines Todes noch durch Algerien.
Jules Bastien-Lepage war mit der russischen Malerin und Schriftstellerin Marie Bashkirtseff befreundet. Er starb 1884 im Alter von 36 Jahren fast zeitgleich mit ihr und wurde auf dem Friedhof seines Heimatortes bestattet. Das Mausoleum schuf sein Bruder, der Architekt Émile Bastien-Lepage (1854–1938).

## Werk
Nach seinem Studium entfernte er sich bald von der akademischen Manier seines Lehrers bis zu dem Grade, dass er sich zu einem unverfälschten, auf die Wiedergabe der Wirklichkeit gerichteten Naturalismus bekannte. Schon in dem Porträt seines Großvaters von 1874 gab sich das Streben nach peinlich genauer Wiedergabe aller Zufälligkeiten der Natur zu erkennen, und in derselben Richtung bewegten sich die Kommunikantin (1875) und die Anbetung der Hirten. Sein zweites Sujet waren Szenen aus dem Leben der Bauern. Er begann damit, anknüpfend an die Werke Jean-François Millets, erst 1877 mit der Heuernte, die in der sogenannten Freilichtmalerei richtungsweisend war. Seit 1878 nahm er mit seinen Bildern, darunter Porträts und heimatliche Szenen, regelmäßig am Pariser Salon teil. Seinerzeit waren seine Werke umstritten und fanden sowohl harsche Kritik als auch großen Anklang. 1879 folgte die Kartoffelernte zur Oktoberzeit. Seine 1880 im Pariser Salon vorgestellte Jeanne d’Arc (Johanna von Orleans) gilt als eines der herausragenden Werke seines Œuvre. 1881 folgten der Bettler (Hauptwerk), 1882 der Reisigsammler und 1883 die Liebe auf dem Dorfe. Diese Werke festigten seine Position als „Vermittler“ zwischen Impressionismus und Salonmalerei, so dass er schließlich mit einer Ausstellung in der angesehenen Londoner Grosvenor Gallery gewürdigt wurde.
Meyers Konversations-Lexikon beschreibt seinen Stil wie folgt:
„Bei skizzenhafter Behandlung des Hintergrundes und Vernachlässigung der Luft ist der Hauptwert auf die naturalistische Durchbildung der lebensgroßen Figuren und vollkommene, mit der Natur harmonierende Helligkeit des Tons gelegt.“

## Ehrungen und heutige Wertschätzung
Im Kirchhof seines Heimatortes erinnert ein von Auguste Rodin gestaltetes und in Bronze gegossenes Standbild an den Künstler.
Bereits ein Jahr nach seinem Tod wurde im 16. Arrondissement von Paris eine Straße nach Bastien-Lepage benannt. Seit 1895 beherbergt die Zitadelle von Montmédy ein ihm gewidmetes Museum. 2007 fand im Pariser Musée d’Orsay eine große Ausstellung seiner weltweit verstreuten Werke statt.

## Werksauswahl

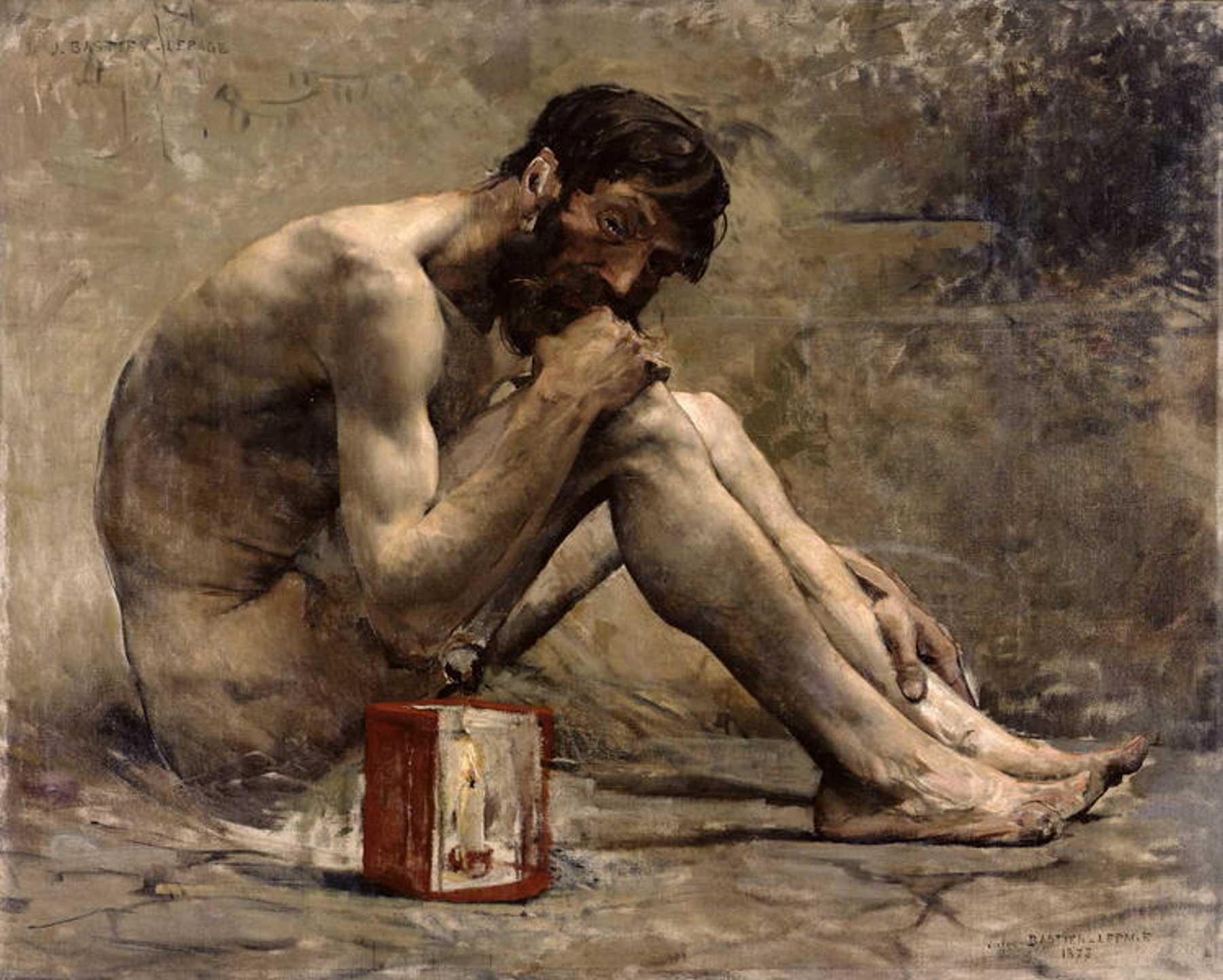
Diogenes, Öl auf Leinwand, 1873, 0 x 0 cm, Paris, Musée Marmottan, Paris
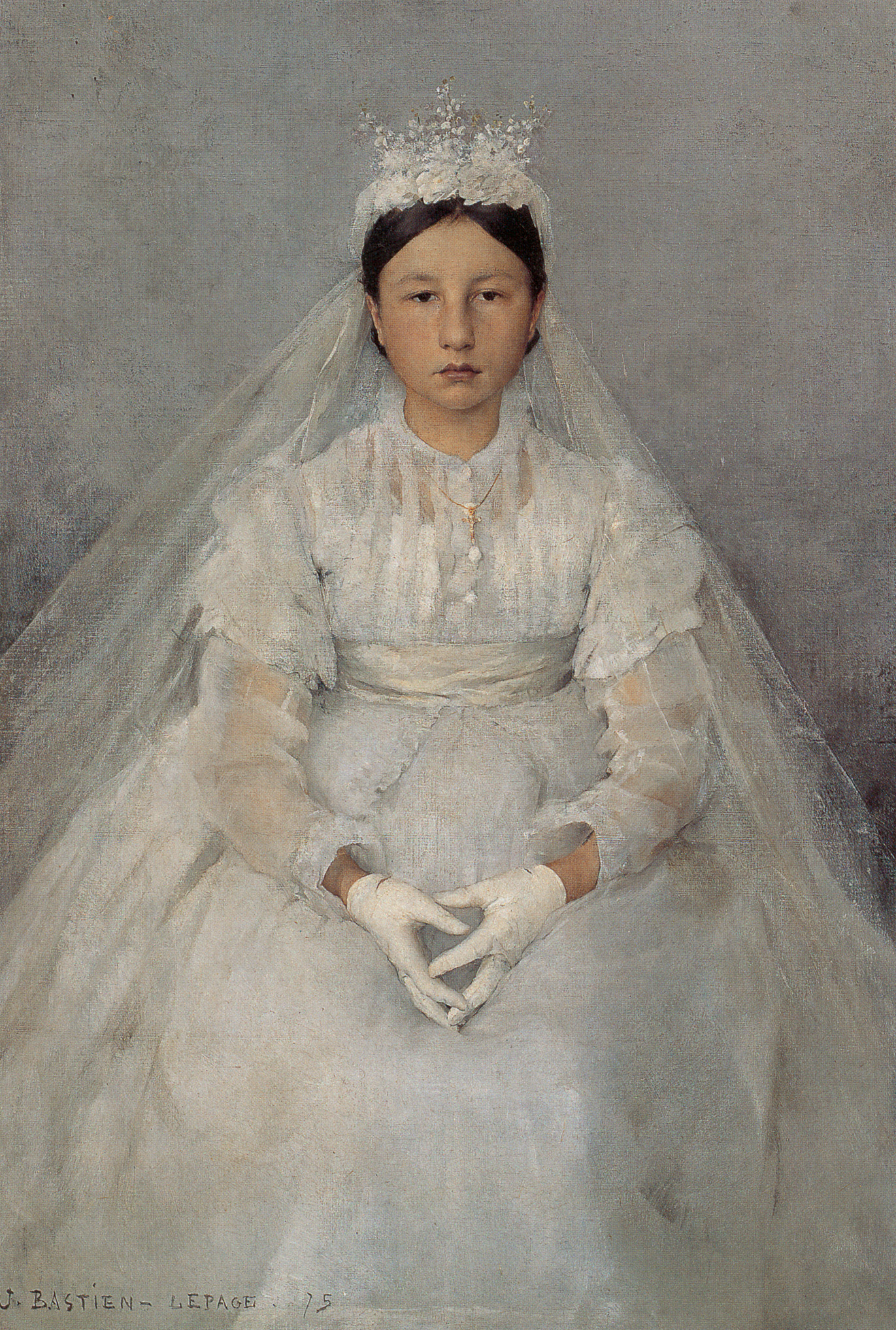
La Communiante (Die Kommunikantin), Öl auf Leinwand, 1875, 53 x 38 cm, Tournai, Musée des Beaux-Arts
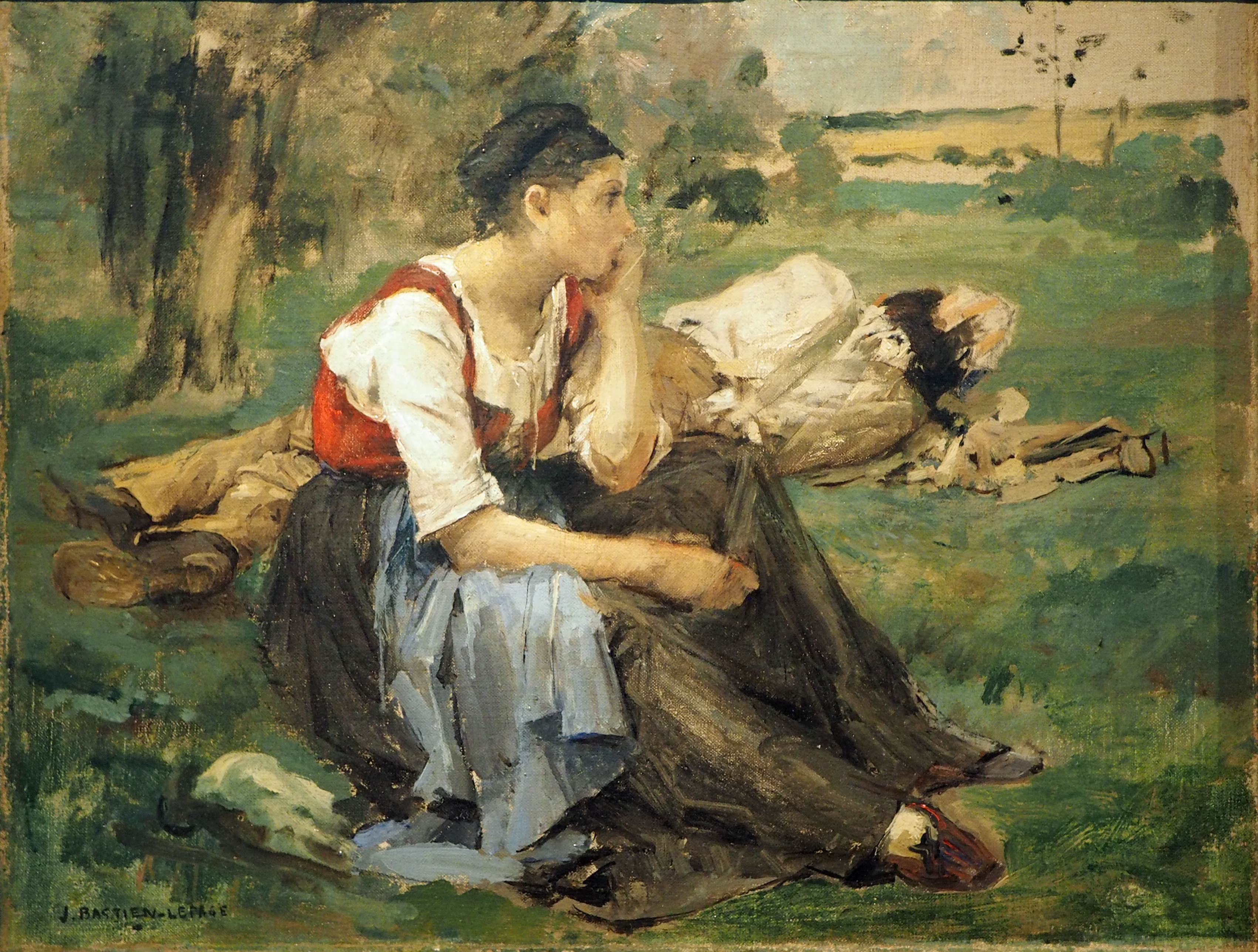
Ruhende Landleute, 1877
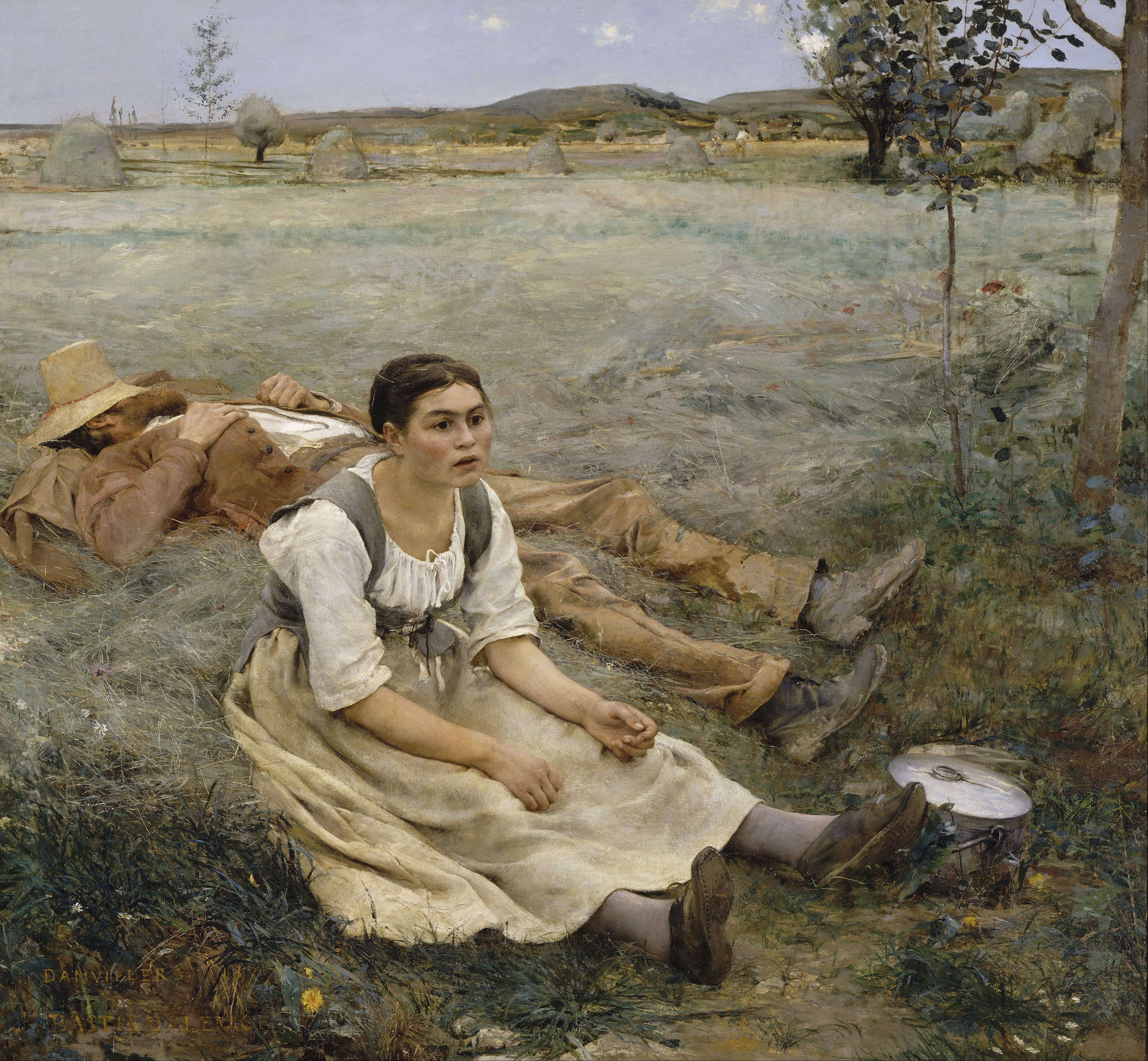
Les Foins (Die Heuernte), Öl auf Leinwand, 1877, 181 x 199 cm, Paris, Musée d’Orsay
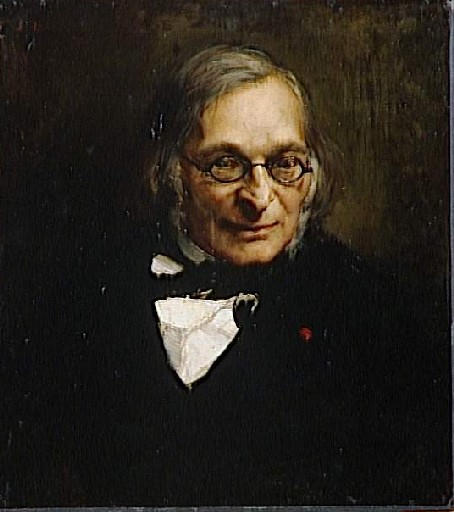
Portrait du philosophe français Adolphe Franck, Öl auf Leinwand, 1878, 54 x 49 cm, Paris, Musée d’Orsay
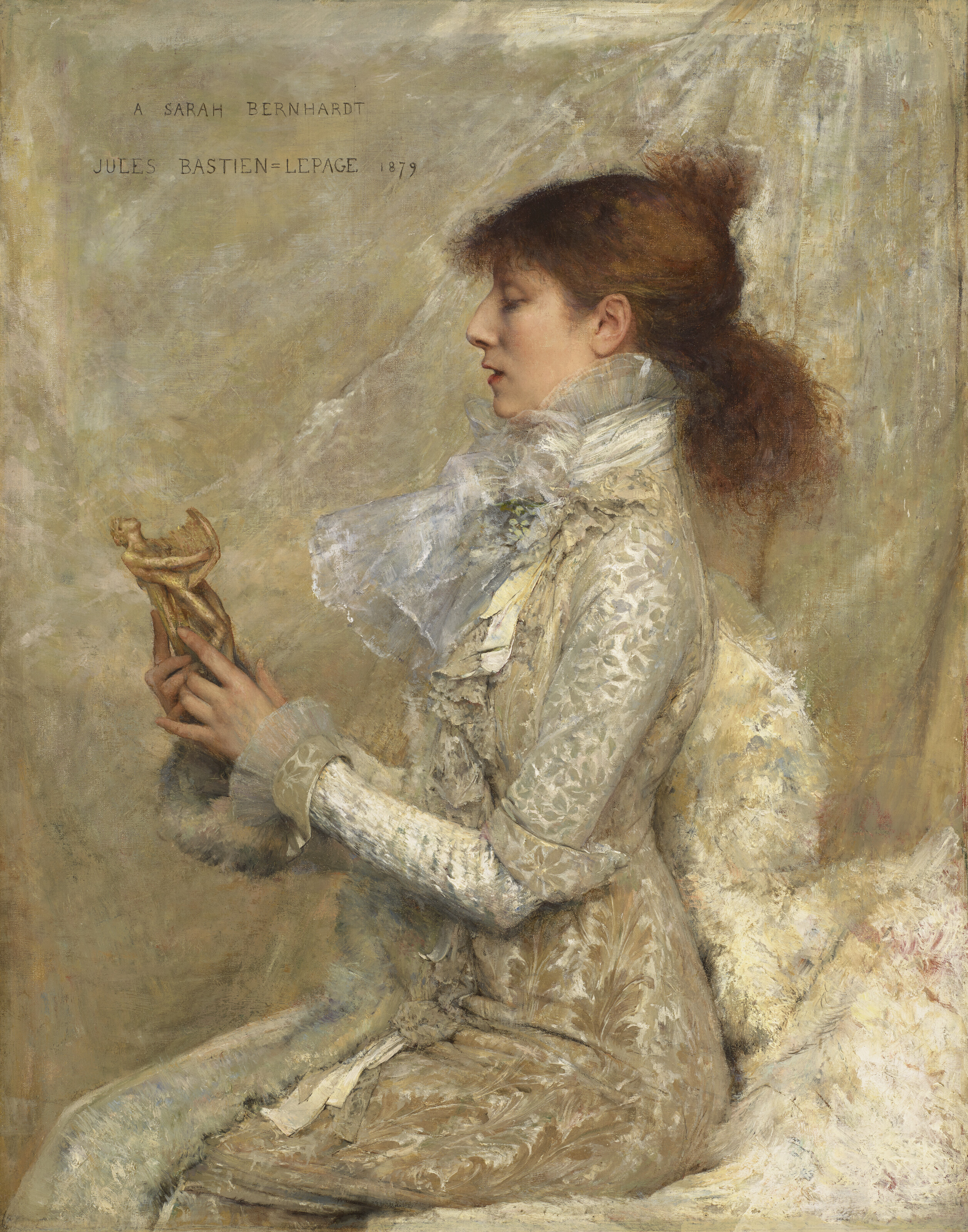
Portrait de Sarah Bernhardt, Öl auf Leinwand, 1879, 110 x 82 cm, in Privatbesitz
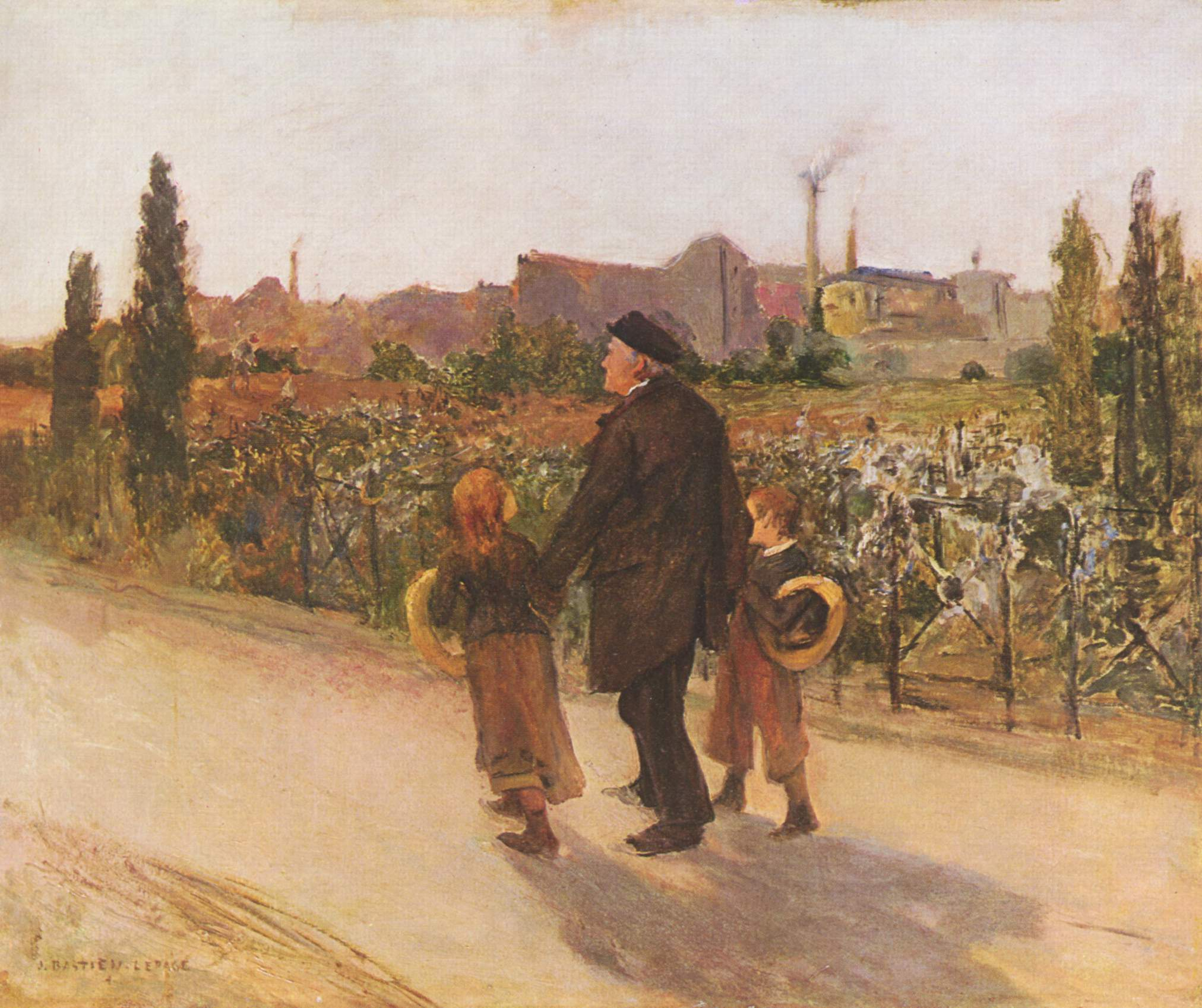
Le jour des morts (Allerseelentag), Öl auf Leinwand, 1882, 55 x 46 cm, Budapest, Ungarische Nationalgalerie
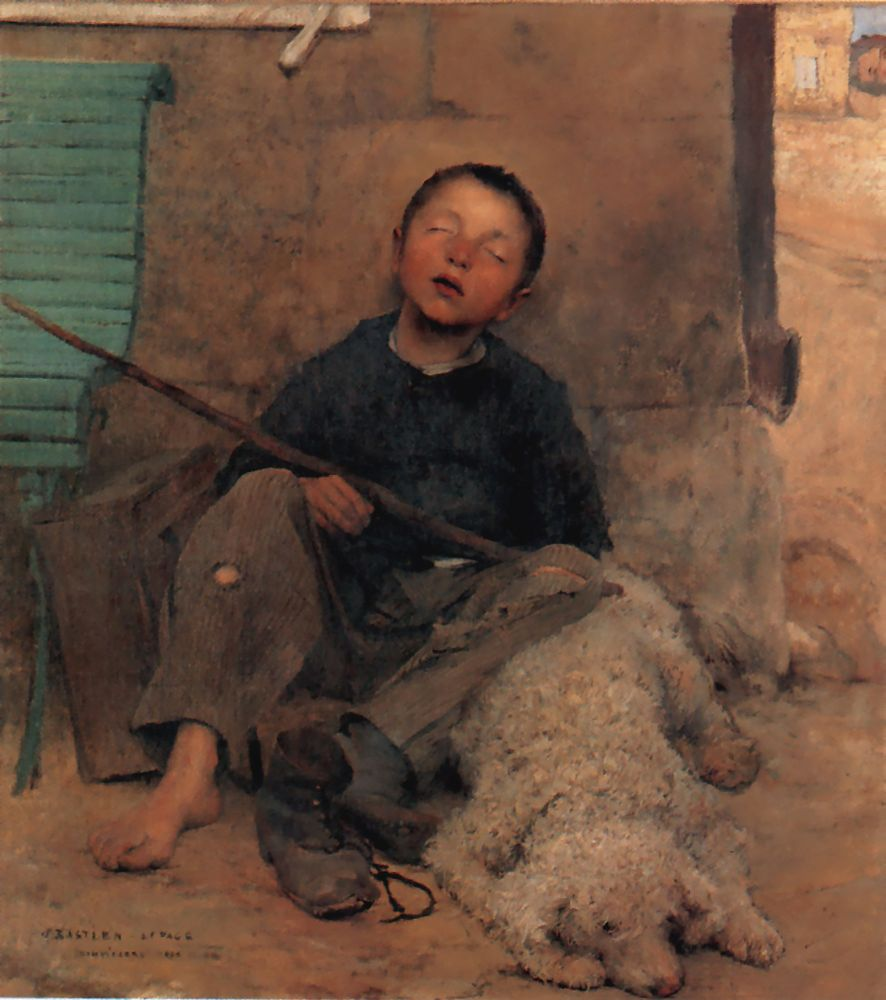
Le petit colporteur endormi (Der kleine, eingeschlafene Hausierer), Öl auf Leinwand, 1882, 103 x 109 cm, Tournai, Musée des Beaux-Arts
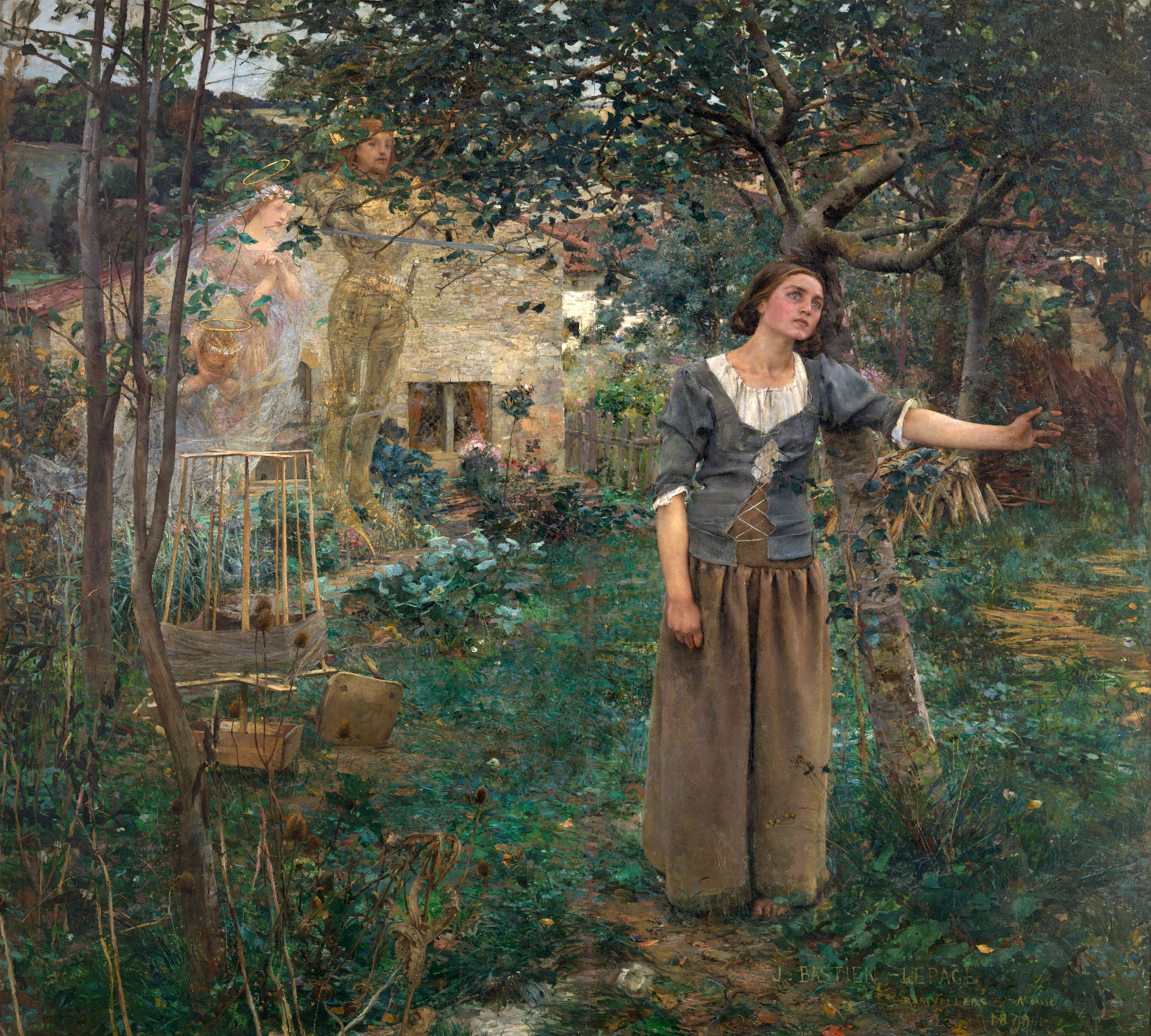
Jeanne d'Arc (Johanna von Orléans), Öl auf Leinwand, 1882, 254 x 279 cm, New York, Metropolitan Museum of Art

- 1879: Die Kartoffelernte (frz. Saison d'octobre, récolte des pommes de terre), Melbourne, National Gallery of Victoria
- 1881: Die Reisigsammler, Öl auf Leinwand, Milwaukee, Milwaukee Art Museum
- 1883: Liebe auf dem Dorfe, Moskau, Puschkin-Museum

Weitere Gemälde Jules Bastien-Lepages befinden sich unter anderem in der National Gallery of Art in Washington, D.C., im Van Gogh Museum in Amsterdam und im Fine Arts Museum in San Francisco.